# HD 49674 b
HD 49674 b (Eburonia) – planeta typu gazowy olbrzym, orbitująca wokół gwiazdy HD 49674 (Nervia). Została odkryta w 2002 roku. Obiega swą gwiazdę w ciągu niecałych 5 dni w średniej odległości 0,058 au.

## Nazwa
Planeta ma nazwę własną Eburonia, wywodzącą się od celtyckiego plemienia Eburonów. Nazwa została wyłoniona w konkursie zorganizowanym w 2019 roku przez Międzynarodową Unię Astronomiczną w ramach stulecia istnienia organizacji. Uczestnicy z Belgii mogli wybrać nazwę dla tej planety. Spośród nadesłanych propozycji zwyciężyła nazwa Eburonia dla planety i Nervia dla gwiazdy.